# Arpophyllum spicatum
Arpophyllum spicatum är en orkidéart som beskrevs av Juan José Martinez de Lexarza. Arpophyllum spicatum ingår i släktet Arpophyllum och familjen orkidéer. Inga underarter finns listade i Catalogue of Life.

## Bildgalleri

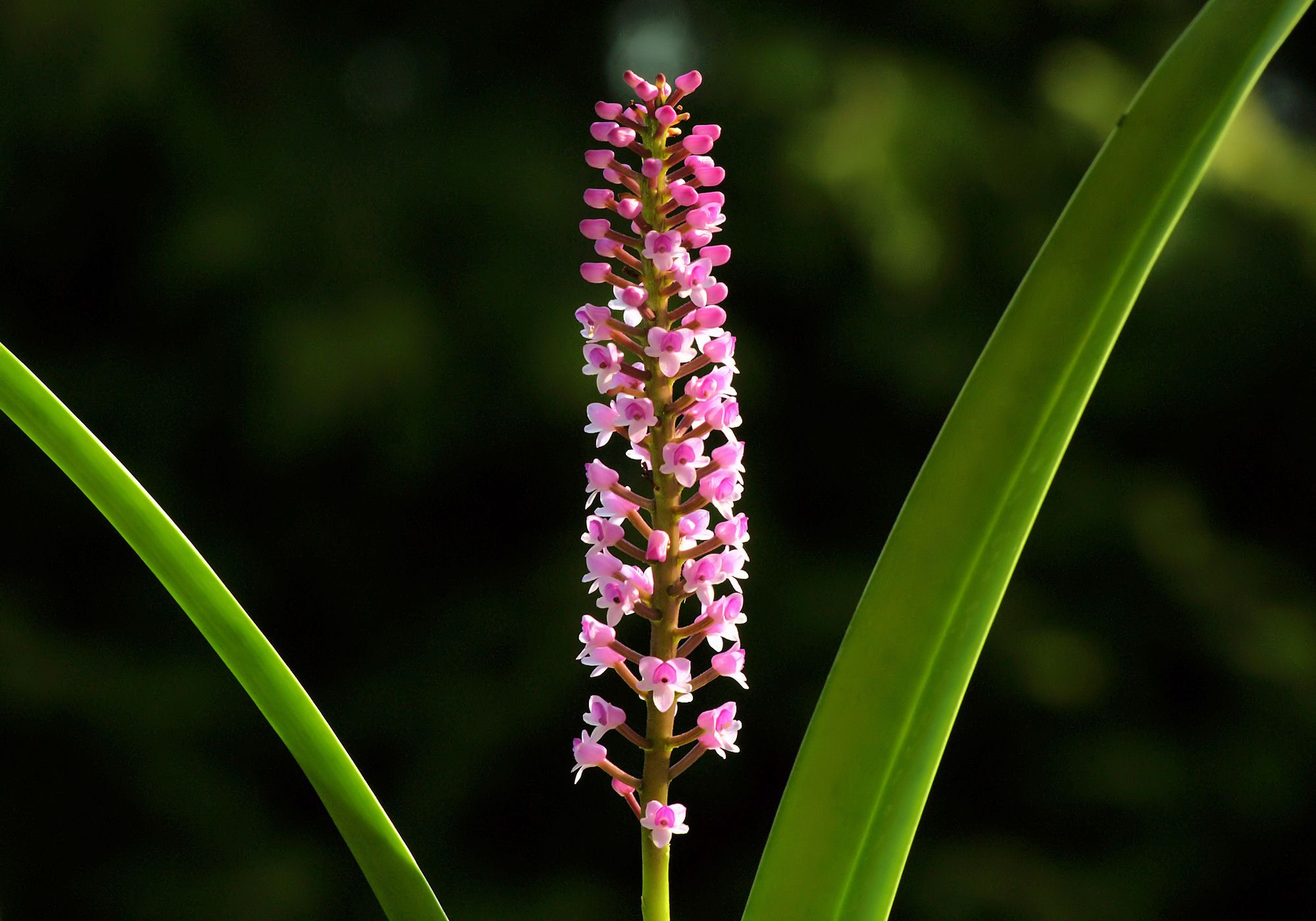
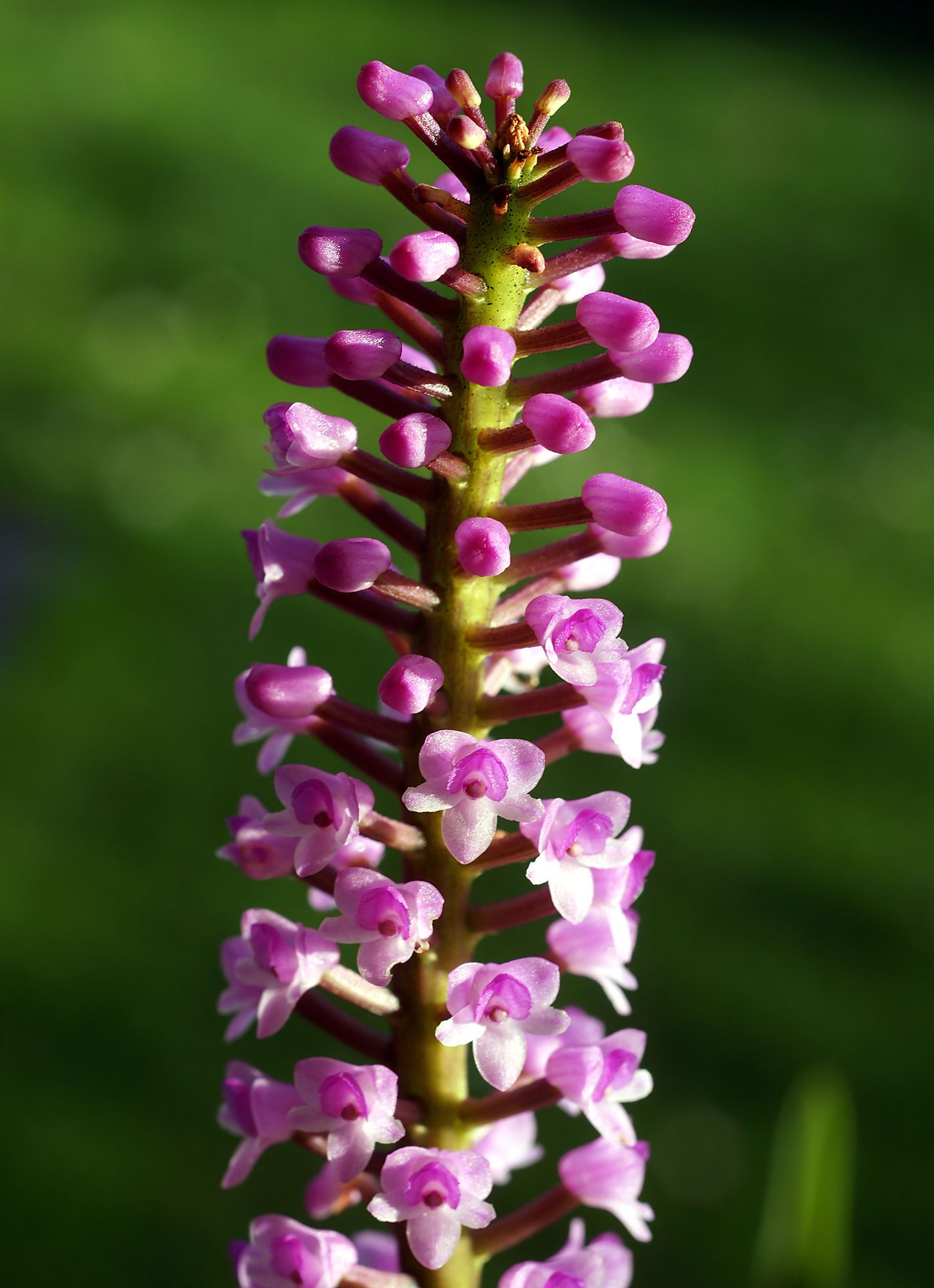
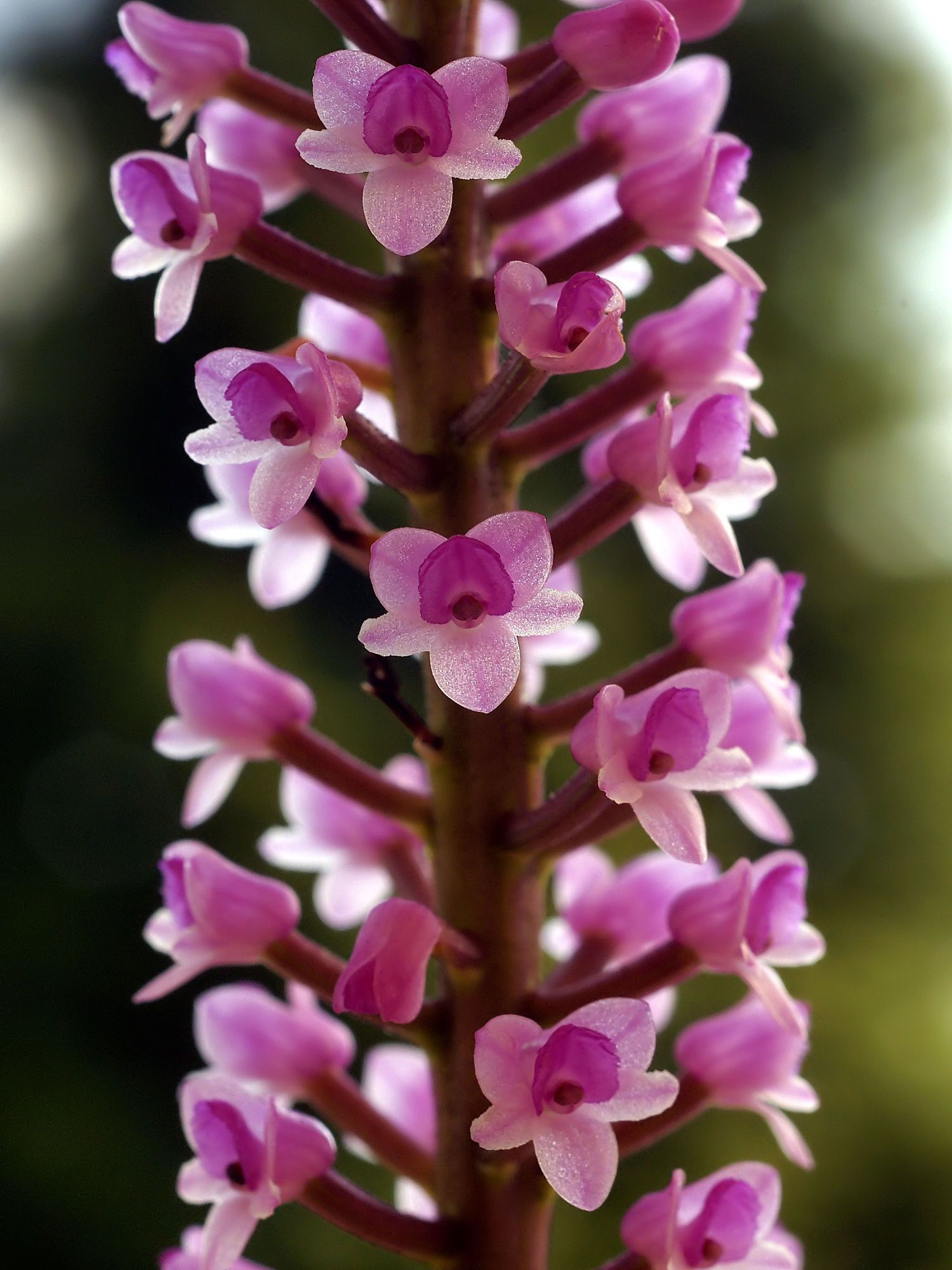
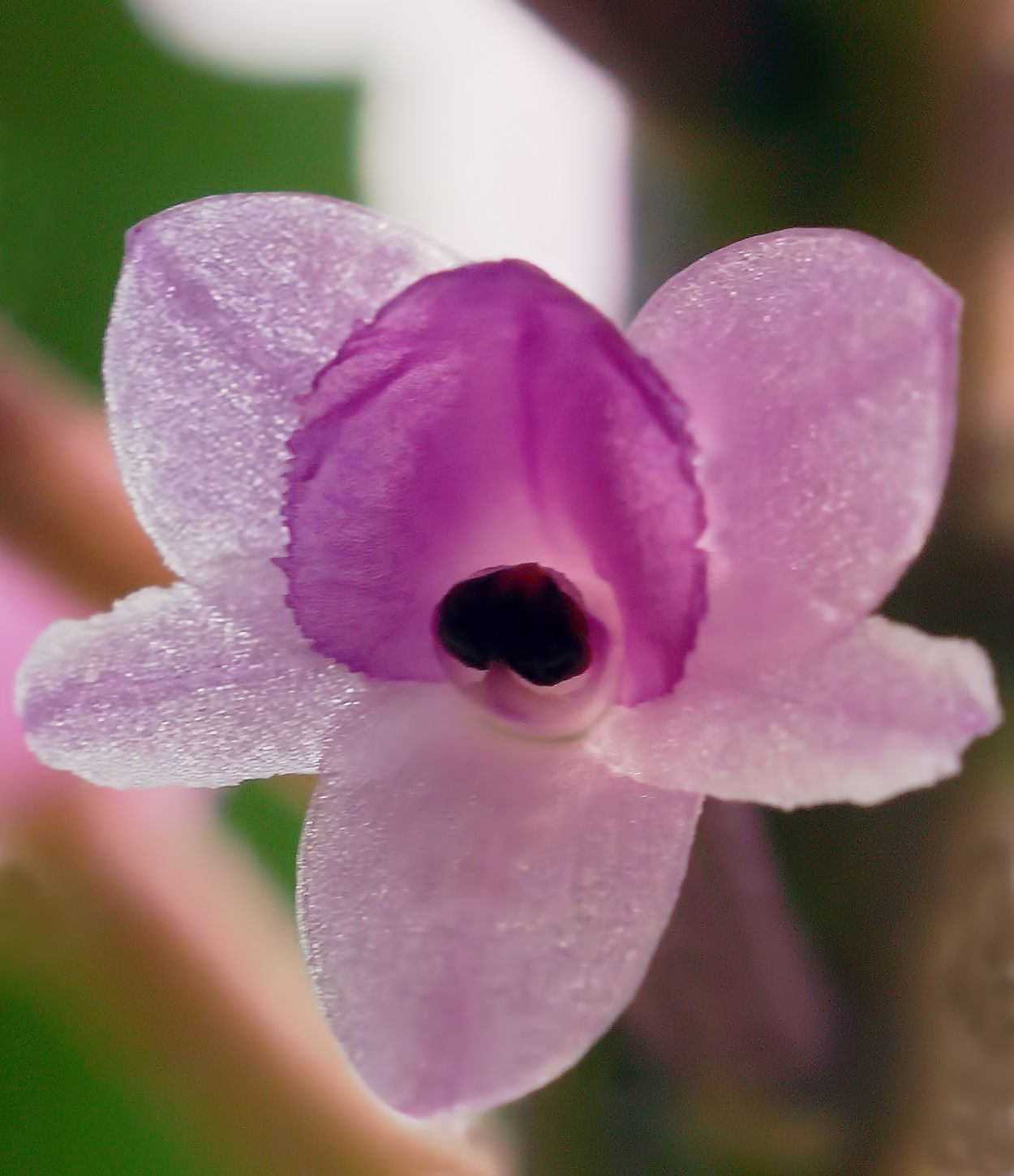
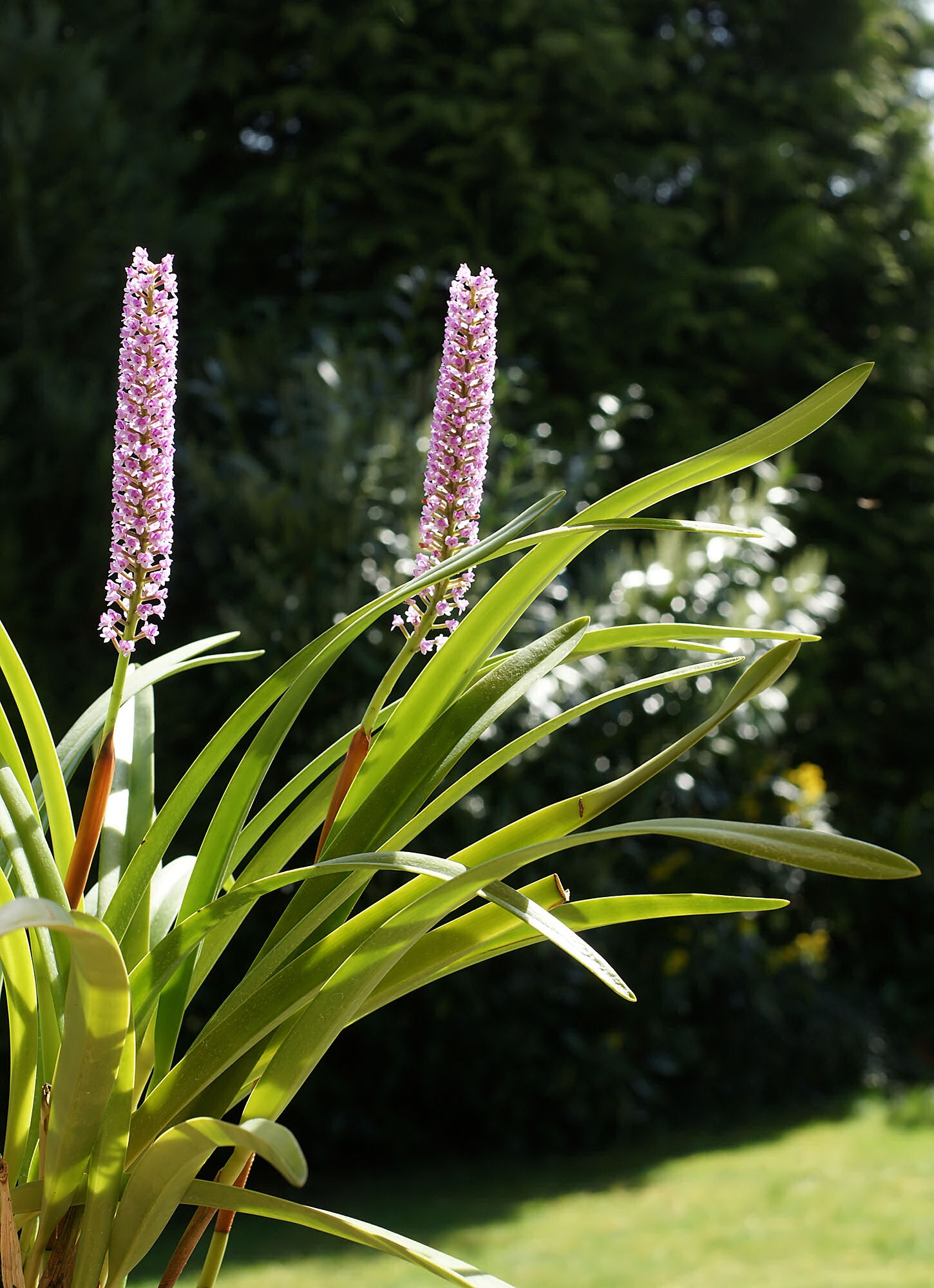
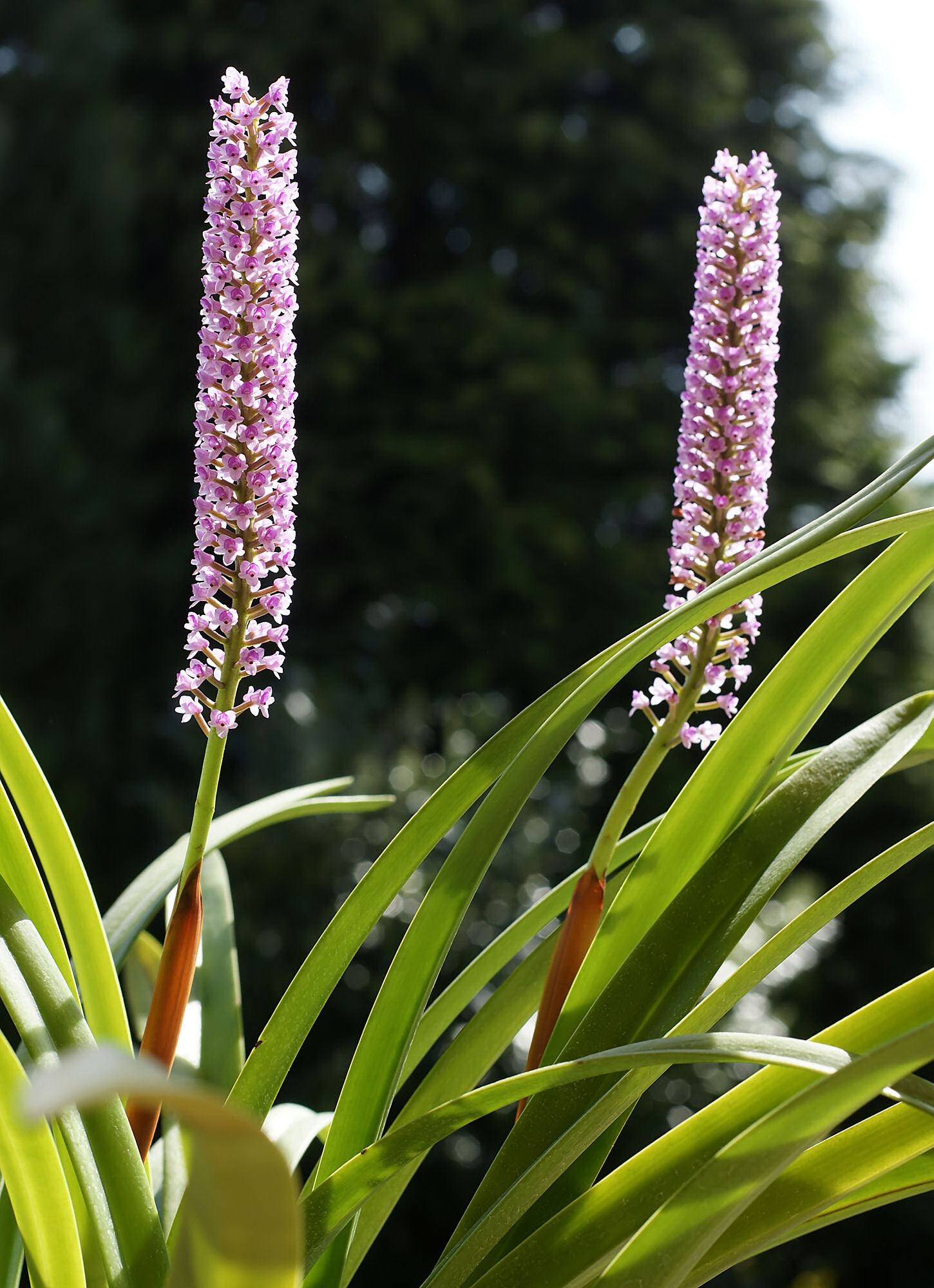